# ماریل زاگونیس
ماریل زاگونیس (انگلیسی: Mariel Zagunis؛ زادهٔ ۳ مارس ۱۹۸۵) یک شمشیرباز اهل ایالات متحده آمریکا است.
از افتخارات وی می‌توان به کسب مدال طلا سابر انفرادی در بازی‌های المپیک تابستانی ۲۰۰۴ و بازی‌های المپیک تابستانی ۲۰۰۸ اشاره کرد.